# Бондарівська сільська рада (Овруцький район)
Бондарівська сільська рада — колишня адміністративно-територіальна одиниця та орган місцевого самоврядування у Лугинському та Овруцькому районах Коростенської, Волинської округ, Київської й Житомирської областей УРСР та України з адміністративним центром у с. Бондарі.

## Населені пункти
Сільській раді підпорядковувались населені пункти:
- с. Бондарі
- с. Бондарівка
- с. Красносілка
- с. Папірня

## Населення
Відповідно до результатів перепису населення 1989 року, кількість населення ради, станом на 1 грудня 1989 року, складала 2 033 особи.
Станом на 5 грудня 2001 року, відповідно до перепису населення України, кількість мешканців сільської ради складала 1 691 особу.

## Склад ради
Рада складалась з 16 депутатів та голови.

## Керівний склад сільської ради
| ПІБ                    | Основні відомості                                                 | Дата обрання | Дата звільнення |
| ---------------------- | ----------------------------------------------------------------- | ------------ | --------------- |
| Король Андрій Іванович | Сільський голова, 1972 року народження, освіта                    | 26.03.2006   | 31.10.2010      |
| Король Андрій Іванович | Сільський голова, 1972 року народження, освіта вища, безпартійний | 31.10.2010   |                 |

Примітка: таблиця складена за даними джерела

## Історія
Утворена 21 жовтня 1925 року в складі сіл Бондарі, Красносілка та Папірня Збраньківської сільської ради Лугинського району Коростенської округи. Станом на 17 грудня 1926 року на обліку в раді значиться х. Повчанська.
Відповідно до інформації довідника «Українська РСР. Адміністративно-територіальний поділ», станом на 1 вересня 1946 року сільрада входила до складу Овруцького району, на обліку в раді перебували села Бондари, Красносілка, Папірня та х. Бондарівський.
Станом на 1 січня 1972 року сільська рада входила до складу Овруцького району Житомирської області, на обліку в раді перебували села Бондарі, Бондарівка, Красносілка та Папірня.
Припинила існування 9 листопада 2017 року в зв'язку з об'єднанням до складу Овруцької міської територіальної громади Овруцького району Житомирської області.
Входила до складу Лугинського (21.10.1925 р.) та Овруцького (25.01.1926 р.) районів.